# Mohammed Rabia Al-Noobi
Mohammed Rabia Al-Noobi (Dhofar, 10 maggio 1981) è un ex calciatore omanita, di ruolo difensore.

## Carriera

### Club
Nel 2004, dopo aver giocato in patria con il Dhofar, si trasferisce in Arabia Saudita, all'Al-Wahda. Nel 2005 viene acquistato dall'Al-Sadd, squadra della massima serie qatariota. Nell'estate 2010 passa all'Al-Ahly Doha. Nel gennaio 2011 torna in patria, al Dhofar.

### Nazionale
Ha debuttato in Nazionale nel 1998. Ha partecipato, con la Nazionale, alla Coppa d'Asia 2004 e alla Coppa d'Asia 2007. Ha fatto parte della rosa della Nazionale fino al 2011.